# بنتلی هشت

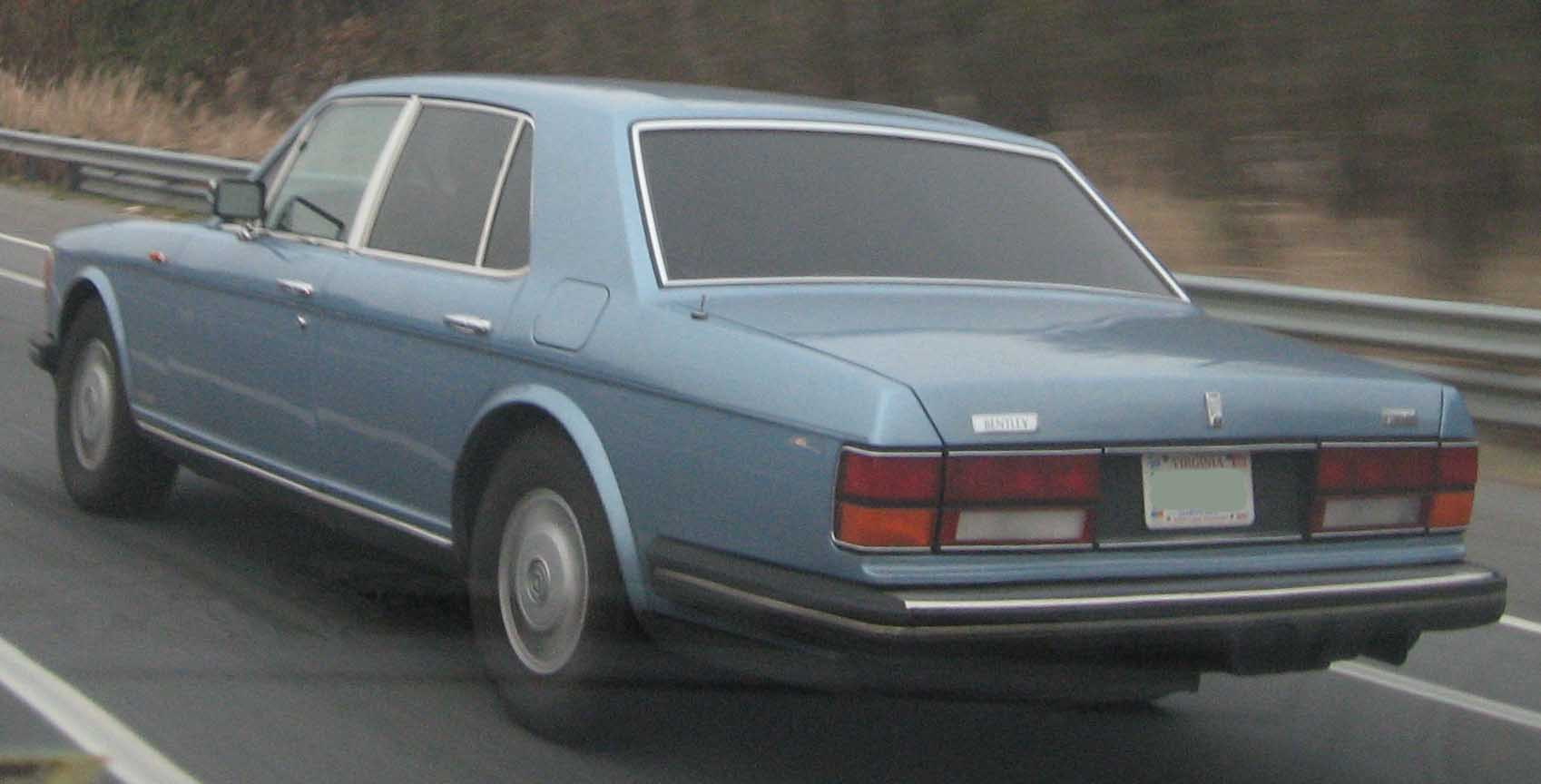

بنتلی هشت (به انگلیسی: Bentley Eight) خودرویی است که در سال‌های ۱۹۸۴ تا ۱۹۹۲ توسط شرکت بنتلی در بریتانیا تولید شده‌است.

طراحی این خودرو موتور جلو-محور عقب بوده، طول آن در حالت طبیعی ۵٬۳۱۰ میلیمتر (۲۰۹٫۱ اینچ)، و سیستم جعبه‌دندهٔ آن ۴ سرعته به صورت خودکار است.